# Marcos Fernando Nangi
Marcos Fernando Nangi (* 16. März 1969 in São Paulo), auch bekannt als Marcão, ist ein ehemaliger brasilianischer Fußballspieler.

## Karriere
Marcão begann seine Karriere bei AA Ponte Preta und spielte unter anderem auch beim Goiânia EC, CS Alagoano, EC XV de Novembro (Piracicaba) und Grêmio FBPA. Im 1995 unterschrieb er einen Vertrag beim portugiesischen Zweitligisten FC Penafiel. 1997 wechselte er zum Gil Vicente FC. Von 1998 bis 2000 war er bei Varzim SC unter Vertrag. In der Saison 1998/99 wurde er mit 23 Toren Torschützenkönig der Segunda Liga. Saison 1999/00 holte er sich mit 28 Treffern erneut die Torjägerkanone. 2000 wechselte er zum Erstligisten Belenenses Lissabon. 2002 kehrte er zu Varzim SC zurück. 2003 beendete er seine Karriere als Fußballspieler.

## Auszeichnungen
- Torschützenkönig Segunda Liga: 1998/99, 1999/2000